# Robert Walser
Robert Walser (Biel, 15 de Abril de 1878 – Herisau, 25 de Dezembro de 1956) foi um escritor suíço de língua alemã, admirado por autores como Kafka, Musil, Sebald, Jelinek, Coetzee, Vila-Matas, entre outros. Escreveu nove romances, dos quais restaram quatro, além de mais de mil contos. A sua obra encontra-se traduzida em mais de trinta línguas - em praticamente todas as línguas europeias, como ainda em mandarim, japonês e português do Brasil. 

## Vida e Obra
A 15 de Abril nasce Robert Otto Walser, em Biel, no cantão de Berna. É o penúltimo dos oitos filhos (Adolf, Hermann, Oscar, Ernst, Lisa, Karl, Robert e Fanny) de Elisa Walser-Marti e Adolf Walser, donos de uma loja de brinquedos e artigos de papelaria.
Aos 14 anos, Walser abandona os estudos e emprega-se na filial de Biel do Banco Cantonal de Berna. Em 1894, depois de algum tempo internada devido a uma depressão clínica, morre sua mãe. É também neste ano que Walser começa a interessar-se pelo teatro. Após assistir a uma encenação de Os Salteadores, de Schiller, decide seguir a carreira de actor e participa em grupos de teatro amador. 

Uma reação negativa do ator Josef Kainz, depois de uma audição de Walser, leva-o a desistir do projeto de se tornar ator. Em carta a sua irmã Lisa diz: 
A carreira de ator não deu em nada, mas com a ajuda de Deus serei um grande poeta.
Até ao final de setembro, depois de alguns meses trabalhando como secretário em Basileia, se muda para Estugarda com o irmão Karl. Regressa à Suíça a pé. Em 1897, escreve o primeiro poema que chegou até nós, Zukunft! [Futuro!], bem como o rascunho de inúmeros outros poemas. 
Em Zurique, muda nove vezes de profissão, foi contabilista, caixeiro, secretário, ocasionalmente trabalha também no centro de emprego local. Interessa-se pelo socialismo. Conhece Louisa Schweizer, que na época trabalha num estúdio de fotografia, primeiro como contabilista, depois retocando as fotografias. É empregada e amante de um homem de negócios casado que a deixou quando ela engravidou. É nela que é inspirado o texto em prosa Luise.
Em maio de 1898, J. V. Widmann publica, sem referência ao nome do autor, alguns poemas de Walser no suplemento de domingo do jornal diário Der Bund.
De janeiro a setembro de 1899 vive em Thun, onde escreve os quatro dramoletes (Die Knaben [Os Rapazes], Dichter [Poeta], Aschenbrödel [Gata Borralheira] e Schneewittchen [Branca de Neve]. De outubro a abril do ano seguinte, vive em Solothurn. Início da colaboração com a revista Insel, que publica poemas, textos em prosa e os dramoletes. Nos anos seguintes vive em Zurique, Berlim e Munique.
Entre março e meados de maio de 1903, trabalha na fábrica de tecidos elásticos Moritz Ganzoni-Nadler, em Winterthur. Daí parte para Berna, onde cumprirá o serviço militar com um atraso de cinco anos. No final de Julho, por intermédio do centro de emprego de Zurique, encontra colocação como secretário e contabilista do técnico de máquinas Carl Dubler-Gräβle, que cerca de meio ano antes comprara uma vivenda na comuna de Wädenswil, para onde se mudara com a mulher, Frieda, e os quatro filhos. Dubler patenteou no registo local três inventos seus: um relógio-reclame, uma máquina distribuidora de cartuchos e um cadeirão para doentes. Esta experiência seria o ponto de partida autobiográfico para o romance O Ajudante (1908). 
A editora Insel-Verlag, associada à revista homônima, publica em 1904 o seu primeiro livro, As Redações de Fritz Kocher, com capa e ilustrações do irmão Karl Walser. Em novembro é chamado a Berna para se apresentar aos exercícios militares dos reservistas. No final de 1905, frequenta um curso de mordomos e desempenha este ofício no palácio Dambrau, na alta Silésia. Mais uma vez, este episódio esteve na origem de uma obra autobiográfica publicada em 1909, Jakob von Gunten.
No início de 1906, Walser regressou a Berlim, onde o seu irmão, Karl, pintor, gráfico e cenógrafo, o apresentou a um círculo de autores literários, editores (entre eles Samuel Fischer e Bruno Cassirer) e gente do teatro. Durante algum tempo Walser trabalhou como secretário da associação de artistas Secessão de Berlim (Berliner Secession). Nesta cidade, escreveu, a par de inúmeros contos, os romances Os Irmãos Tanner, O Ajudante e Jakob von Gunten. As suas obras granjearam a admiração de autores como Robert Musil, Walter Benjamin e Kurt Tucholsky e estavam entre as preferidas de Franz Kafka e de Hermann Hesse. 
Em 1913 regressou à Suíça, onde ficou a viver com a irmã Lisa no hospício de Bellelay onde esta dava aulas. Conheceu aí a lavadeira Frieda Mermet, com quem travou uma profunda amizade. No ano seguinte, o seu pai morreu, e no final de 1916 morreu o irmão Ernst, de doença mental. Em 1919, o irmão Hermann, professor de Geografia em Berna, suicidou-se. Walser ressentiu-se das sucessivas perdas e passou a viver em grande isolamento. 
Em 1921 mudou-se para Berna, onde começou a escrever a lápis numa caligrafia minúscula - os chamados microgramas. Entre 1985 e 2000, Bernhard Echte e Werner Morlang decifraram estes microgramas e publicaram-nos em seis volumes sob o título Aus dem Bleistiftgebiet (Da Região do Lápis).
Em 1922 estabelece o primeiro contacto epistolar com o publicista, escritor e mecenas Carl Seelig. Em 1925 é publicada pela editora Rowohlt a última colectânea de textos em prosa preparada pelo próprio Walser A Rosa.
No início de 1929, Walser foi internado no hospício de Waldau (onde morrera o irmão Ernst), após um colapso mental, na sequência de alucinações (dizia ouvir vozes) e por insistência da irmã Lisa. Foi-lhe diagnosticada uma esquizofrenia catatônica. Em junho retoma a escrita. Em 19/06/1933, foi internado contra a sua vontade no sanatório de Herisau, onde deixou completamente de escrever. A partir de 1936 começou a ser visitado aí pelo seu admirador e mais tarde executor literário Carl Seelig, também ele escritor. Seelig relataria as suas conversas com Walser no livro Caminhadas com Robert Walser (1957). Este, mais tarde, deixaria de apresentar sintomas de doença mental mas recusou-se a deixar o sanatório. 
Em 1943 morre o irmão Karl e no ano seguinte a irmã Lisa. Em 1947 é publicada a primeira biografia de Walser, Robert Walser der Poet, de Otto Zinniker.  
No dia de Natal de 1956, Robert Walser morreu durante uma das suas caminhadas, de ataque cardíaco, num campo de neve. No ano seguinte Christopher Middleton é o primeiro a traduzi-lo para a língua inglesa. Em 1966 Elio Fröhlich cria a Carl Seelig-Stiftung [Fundação Carl Seelig].  Entre 1966 e 1975, Jochen Greven edita as Obras Completas [Gesamtwerk] em 13 volumes. Em 1973, a Carl Seelig-Stiftung funda o Robert Walser-Archiv [Arquivo Robert Walser] em Zurique. Em 2004, o nome da fundação mudou para Robert Walser-Stiftung Zürich [Fundação Robert Walser de Zurique], em 2009 foi restruturada e deslocou-se para Berna (passando a fundação a chamar-se Robert Walser-Stiftung Bern), onde foi inaugurado o Robert Walser-Zentrum [Centro Robert Walser] sob a direcção de Reto Sorg. Desde então, o Robert Walser-Archiv é uma componente fundamental do Robert Walser-Zentrum e dispõe de uma biblioteca inteira dedicada a Walser.
Em Portugal são conhecidos a obra de Gonçalo M. Tavares O Senhor Walser, que tem por protagonista o escritor suíço, bem como o filme Branca de Neve, de João César Monteiro, baseado no dramolete homónimo de Walser. O último causou grande controvérsia à época por apresentar quase integralmente um fundo negro, ouvindo-se apenas as vozes dos atores recitando o texto.       
Walser morreu a 25 de dezembro de 1956, no Natal, em Herisau na Suíça, devido a um ataque cardíaco durante uma caminhada numa região coberta de neve. O escritor estava internado no hospício de Waldau desde o início de 1929, devido a um colapso mental e a alucinações.       

### Em alemão
- Schneewittchen, 1901
- Fritz Kocher's Aufsätze,  Insel Verlag, Leipzig 1904
- Geschwister Tanner, Verlag Bruno Cassirer, Berlin 1907
- Der Gehülfe, Verlag Bruno Cassirer, Berlin 1908
- Jakob von Gunten, Verlag Bruno Cassirer, Berlin 1909
- Gedichte, Verlag Bruno Cassirer, Bernlin 1909
- Aufsätze, Kurt Wolff Verlag, Leipzig 1913
- Geschichten, Kurt Wolff Verlag, Leipzig 1914
- Kleine Dichtungen, Kurt Wolff Verlag, Leipzig  1915 (1914)
- Prosastücke, Rascher Verlag, Zürich 1917
- Kleine Prosa, Francke Verlag, Bern 1917
- Der Spaziergang, Huber Verlag, Frauenfeld 1917
- Poetenleben, Huber Verlag, Frauenfeld 1917
- Komödie, Verlag Bruno Cassirer, Berlin 1919
- Seeland, Rascher Verlag, Zürich 1920
- "Ophelia", 1924
- Die Rose, Rowohlt Verlag, Berlin 1925
- Der Räuber, 1925 (publicado em 1978)
- Große Welt, kleine Welt. Eine Auswahl. Carl Seelig (ed.), Eugen Rentsch Verlag, Erlenbach-Zürich, Leipzig 1937
- Vom Glück des Unglücks und der Armut, Carl Seelig (ed.), Benno Schwabe & Co., Basel 1944 (=Sammlung Klosterberg. Schweizerische Reihe)
- Stille Freuden. Carl Seelig (ed.), Vereinigung Oltner Bücherfreunde, Olten 1944
- Dichterbildnisse, Carl Seelig (ed.), Scherrer & Co., Schaffhausen 1947
- Dichtungen in Prosa, 1-5, Holle Verlag/ Kossodo Verlag, Genf/Darmstadt 1953-1961
- Robert Walser – Briefe, Jörg Schäfer (ed.), cooperação de Robert Mächler, Suhrkamp Verlag, Frankfurt am Main 1979
- Geschichten, 1985
- Der Spaziergang. Prosastücke und Kleine Prosa, 1985
- Aufsätze, 1985
- Bedenkliche Geschichten. Prosa aus der Berliner Zeit 1906-1912, 1985
- Träumen. Prosa aus der Bieler Zeit 1913-1920, 1985
- Die Gedichte, 1986
- Komödie. Märchenspiele und szenische Dichtung, 1986
- Wenn Schwache sich für stark halten. Prosa aus der Berner Zeit 1921-1925, 1986
- Zarte Zeilen. Prosa aus der Berner Zeit 1926, 1986
- Es war einmal. Prosa aus der Berner Zeit 1927-1928, 1986
- Für die Katz. Prosa aus der Berner Zeit 1928-1933, 1986
- Aus dem Bleistiftgebiet Band 1. Mikrogramme 1924/25, 1985
- Aus dem Bleistiftgebiet Band 2. Mikrogramme 1924/25, 1985
- Aus dem Bleistiftgebiet Band 3. Räuber-Roman, Felix-Szenen, 1986
- Aus dem Bleistiftgebiet Band 4. Mikrogramme 1926/27, 1990
- Aus dem Bleistiftgebiet Band 5. Mikrogramme 1925/33, 2000
- Aus dem Bleistiftgebiet Band 6. Mikrogramme 1925/33, 2000
- Unsere Stadt. Texte über Biel., 2002
- Feuer. Unbekannte Prosa und Gedichte, 2003
- Tiefer Winter. Geschichten von der Weihnacht und vom Schneien. Hg. v. Margit Gigerl, Livia Knüsel u. Reto Sorg. Frankfurt: Insel Taschenbuch Verlag 2007 (it; 3326)

### Peças de teatro
- Robert Walser – mikrogramme – das kleine welttheater, encenador: Christian Bertram, palco: Max Dudler, música: Hans Peter Kuhn, primeira atuação a 14 de Abril de 2005 em Berlim; leituras, filmes e discussão de pódio com o programa corolário www.mikrogramme.de
- "Institute Benjamenta", Encenador: Gökçen Ergene,

### Adaptações de cinema e musicais
- Jakob von Gunten, realizador: Peter Lilienthal, guião: Ror Wolf e Peter Lilienthal, 1971
- Der Gehülfe, realizador: Thomas Koerfer, 1975
- Der Vormund und sein Dichter, realização e guião: Percy Adlon, 1978 (free picturization of Seelig's Wanderungen mit Robert Walser)
- Robert Walser (1974–1978), realização e guião: HHK Schoenherr
- Waldi, realização e guião: Reinhard Kahn, Michael Leiner (segundo a história Der Wald), 1980
- Brentano, realização: Romeo Castellucci, com Paolo Tonti como Brentano, 1995
- Institute Benjamenta, or This Dream People Call Human Life, realização: Stephen Quay, Timothy Quay (i.e. Brothers Quay) com Mark Rylance como Jakob von Gunten, 1995
- Schneewittchen, 1998, ópera de Heinz Holliger
- Blanche Neige, realizado por Rudolph Straub, música de Giovanna Marini, 1999
- Branca de Neve, realizador: João César Monteiro, 2000